# 201 Penelopa
201 Penelopa (mednarodno ime 201 Penelope) je velik asteroid v asteroidnem pasu. 

## Odkritje
Penelopo je odkril Johann Palisa 7. avgusta leta 1879. Poimenovan je po Penelopi, ki je bila žena Odiseja iz Homerjeve Odiseje.